# Giuseppe Sturani

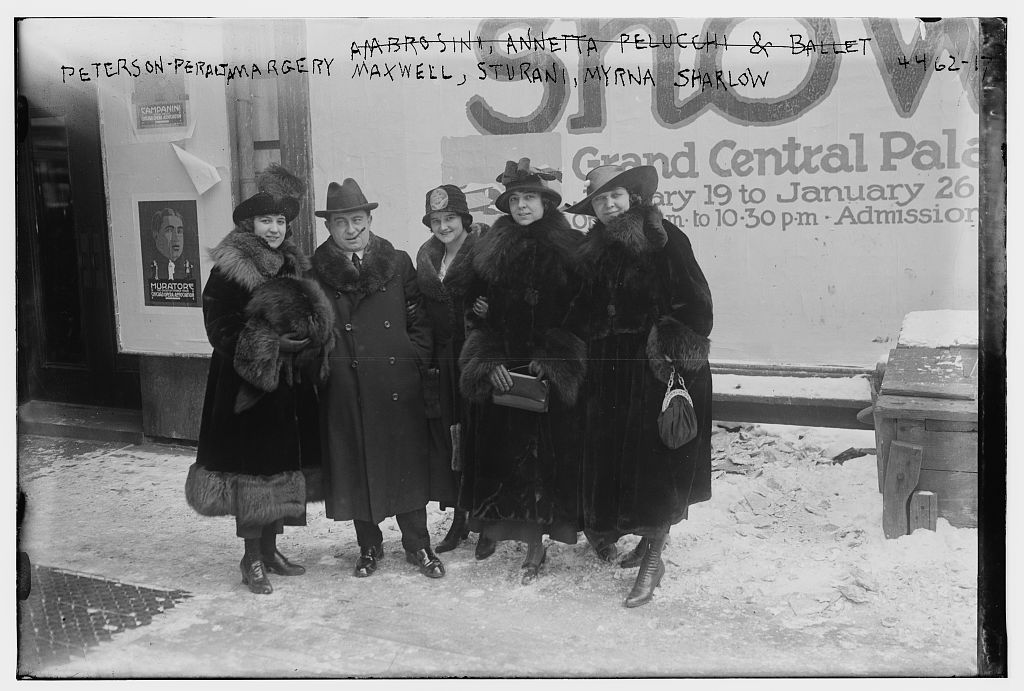
Peterson, Peralta, Margery Maxwell, Sturani, Myrna Sharlow

Giuseppe Sturani (Ancona, 1855 – Manhattan, 17 gennaio 1940) è stato un direttore d'orchestra italiano, molto noto per il suo lavoro nel campo dell'Opera.

## Biografia
Nato ad Ancona, figlio del Conte Carlo e della Contessa Margherita (Bianchetti) Sturani. Educato al Conservatorio di Musica di Bologna allievo del Professor Giuseppe Martucci, conseguì il titolo di Maestro di Musica, sempre al Conservatorio di Bologna, nel 1899.
Lavorò come direttore d'orchestra alla Fenice di Venezia e al Teatro Regio di Torino prima di trasferirsi negli Stati Uniti nel 1908 per entrare a far parte del personale direttivo di due compagnie d'opera gestite da Oscar Hammerstein I: la Manhattan Opera Company e la Philadelphia Compagnia dell'Opera. Mentre lavorava con queste compagnie divenne amico intimo e collaboratore del direttore d'orchestra Cleofonte Campanini.
Nel 1911 entra a far parte dello staff direttivo del Metropolitan Opera per volere di Giulio Gatti-Casazza. Rimase al Met fino al 1915 quando, su invito di Campanini, partì per entrare a far parte dello staff di direzione della Chicago Opera Association (COA). Rimase con la COA fino al 1919. Nel 1920 guidò una compagnia d'opera itinerante in spettacoli in tutto il Sud America e in Messico, dopodiché si ritirò dalla direzione d'orchestra. Nel 1928 fu nominato segretario musicale al Metropolitan Opera, carica che mantenne fino alla sua morte, 12 anni dopo. Morì a Manhattan all'età di 75 anni.